# Jamey Rodemeyer
Jamey Rodemeyer (Buffalo, 21 marzo 1997 – Amherst, 18 settembre 2011) è stato uno youtuber e attivista statunitense.
Adolescente omosessuale, noto per il suo attivismo contro l'omofobia attraverso i video postati su YouTube appositamente per aiutare le vittime di bullismo, si è suicidato, impiccandosi, a seguito di atti di cyberbullismo omofobico, perpetrato da suoi coetanei.

## Biografia
Jamey ha sempre vissuto con i suoi genitori, Tim e Tracy Rodemeyer, e la sorella maggiore Alyssa nella loro casa nei pressi di Buffalo, nello Stato di New York; al momento della morte avvenuta ad Amherst era uno studente di prima superiore.
Era un ragazzo aperto e schietto nei confronti del suo orientamento sessuale e proprio a causa di questo fatto si è trovato a dover affrontare gravi atti di bullismo. L'ispirazione iniziale nel cercare di dare un contributo per aiutare altri adolescenti nella sua stessa condizione gli è venuta da Lady Gaga, la cantante che ammirava di più. Nei suoi video si riferisce spesso a lei (dichiarando l'importanza che ha avuto nel suo dichiararsi gay) e ai testi delle sue canzoni, citandoli come ispirazione per gli altri.

### Attivismo
Jamey ha dovuto affrontare attacchi di bullismo omofobico già ai tempi della scuola media; i commenti inviati in forma anonima sulla piattaforma "Formspring" cui era iscritto includevano messaggi di odio molto pesanti. Nonostante ciò, ha utilizzato la propria esperienza personale per creare una serie di video su YouTube sotto il nome utente di "xgothemo99xx" (canale rimasto anche dopo la sua morte e gestito dai familiari come "And This is Jamey's HAUS") e così cercare di portar aiuto a coloro che stavano vivendo una situazione simile alla sua. Dieci giorni prima di morire aveva creato un video per il Progetto It Gets Better, un progetto online dedicato alla prevenzione del suicidio degli adolescenti gay.

### Morte
Jamey è stato trovato morto dalla sorella la mattina del 18 settembre 2011, impiccato all'esterno della casa. Prima di compiere il suo ultimo atto, aveva inviato un aggiornamento finale su Twitter diretto a Lady Gaga, sua cantante preferita, ringraziandola per tutto ciò che aveva fatto; vi si legge: bye mother monster, thank you for all you have done, paws up forever (tradotto in italiano: "ciao mamma mostro, grazie per tutto quello che hai fatto, zampe in alto per sempre"). L'anno prima un altro ragazzo che frequentava la stessa scuola di Jamey, Joe Chearmonte, si era tolto la vita all'età di 14 anni.

### Conseguenze
La morte di Jamey ha provocato indignazione da parte dei suoi sostenitori, non solo negli Stati Uniti ma anche all'estero; i genitori sono stati intervistati dai mezzi di informazione per raccogliere notizie del figlio e della sua battaglia svolta contro il bullismo: Tim e Tracy Rodemeyer hanno colto l'occasione per promuovere un messaggio d'accettazione e tolleranza, nella speranza di prevenire eventi simili a quelli accaduti a Jamey.
Dopo aver appreso della sua morte, la cantautrice Lady Gaga ha dichiarato di essere rimasta notevolmente scossa e, durante una sua performance all'iHeartRadio Music Festival di Las Vegas il 24 settembre 2011, ha dedicato il suo brano Hair al ragazzo scomparso; in seguito l'artista ha incontrato il presidente Barack Obama per discutere di ciò che la sua amministrazione avrebbe ancora dovuto fare per tentare di prevenire il bullismo in ambito scolastico.
In risposta alla sua morte anche Kaitlin Monte, all'epoca dei fatti "Miss New York", ha aperto una petizione online per portare la questione del cyberbullismo all'attenzione dei legislatori dello Stato newyorkese.
Nel mese di ottobre dello stesso anno l'attore Zachary Quinto ha fatto coming out confessando che la decisione di uscire pubblicamente allo scoperto come gay ha avuto la sua genesi proprio dalla morte del giovane Rodemeyer, come scrive sul suo sito web: "alla luce della morte di Jamey, è diventato immediatamente chiaro per me che continuare a vivere una vita da gay senza riconoscerlo pubblicamente non era più possibile".
Nello stesso mese un altro adolescente, anche lui di nome Jamey, figlio del politico di Ottawa Alan Hubley, si è suicidato per lo stesso motivo occorso a Rodemeyer.
Nella serie televisiva Glee si parla della morte del giovane nel 7º episodio della 3ª stagione intitolato Le elezioni in un dialogo tra Finn e Santana; si allude a lui anche nel 14º episodio della stessa serie ("Sto arrivando") quando David, uno studente gay, tenta d'impiccarsi a causa del bullismo informatico a cui è sottoposto per la sua omosessualità dichiarata.